# Ashley Fink
Ashley Rae Fink (Houston, 20 november 1986) is een Amerikaans actrice, bekend als Lauren Zizes in Glee en als Carter McMahon in Huge.
Fink werd geboren in Houston en begon haar acteercarrière op vierjarige leeftijd. Nadat ze met haar familie verhuisde naar Los Angeles, begon ze met acteren en ging ze naar de Arts High School, waar ze een van de hoofdrollen kreeg in de musical The Wizard of Oz en You're a Good Man Charlie Brown. Fink zei dat ze vaak gepest werd op de hogere school, maar ze heeft zich dit nooit aangetrokken. Fink heeft een oudere zus genaamd Stephanie.